# Selenia vridobrunnea
Selenia vridobrunnea är en fjärilsart som beskrevs av Karl Schawerda 1941. Selenia vridobrunnea ingår i släktet Selenia och familjen mätare. Inga underarter finns listade i Catalogue of Life.